# MBO Raad
De MBO Raad (voorheen de Bve Raad) is een Nederlandse onderwijsorganisatie die als brancheorganisatie optreedt voor de scholen in het middelbaar beroepsonderwijs.
Tot de scholen die zijn aangesloten bij de MBO Raad behoren onder andere de ROC's en Agrarische opleidingscentra.
Bij de scholen die zijn aangesloten bij de MBO Raad werken 55.000 werknemers. 40% van de Nederlandse beroepsbevolking heeft een opleiding gevolgd aan een instelling die bij de MBO Raad is aangesloten.
De MBO Raad is mede verantwoordelijk voor het niveau van het MBO-onderwijs in Nederland.